# ふたりの誓い
『ふたりの誓い』（原題: Lovers and Other Strangers）とは、1970年に公開されたアメリカ映画。監督はサイ・ハワード。

## 解説
レニー・テイラーとジョセフ・ボローニャの原作による、1968年初演の舞台劇を映画化したコメディ映画。フランク役のリチャード・S・カステラーノは、舞台版にも出演している。ダイアン・キートンの映画デビュー作でもある。
日本公開は1971年で、日本語字幕は清水俊二が担当。

## ストーリー
若いカップルのマイクとスーザンは結婚を控えていたが、ふたりの家族は様々な問題を抱えていた。マイクの兄リッチーは妻のジョアンと不仲で、スーザンの姉ウィルマも夫ジョニーと大喧嘩してしまう。マイクとリッチーの両親であるビーとフランクは、リッチー夫婦の離婚を止めようとするが、マイクも結婚生活に対して希望が持てなくなる。

## キャスト
※括弧内は日本語吹替（初回放送1978年3月12日『日曜洋画劇場』）
- ベアトリス・アーサー - ビー・ベッキオ
- ボニー・ベデリア - スーザン・ヘンダーソン
- マイケル・ブランドン - マイク・ベッキオ
- リチャード・S・カステラーノ - フランク・ベッキオ
- アン・ジャクソン - キャシー
- ハリー・ガーディノ - ジョニー
- マリアン・ヘイリー - ブレンダ
- ジョセフ・ヒンディー - リッチー・ベッキオ
- ダイアン・キートン - ジョアン・ベッキオ
- ギグ・ヤング - ハル・ヘンダーソン
- クロリス・リーチマン - バーニス・ヘンダーソン
- アン・メアラ - ウィルマ

## 評価
- アカデミー賞では3部門にノミネートされ、ラリー・メレディスの歌唱による挿入歌「ふたりの誓い」（For All We Know）が、アカデミー歌曲賞を受賞。この曲は、1971年にはカーペンターズによるカヴァー・ヴァージョンも大ヒットした。
- ゴールデングローブ賞では作品賞（ミュージカル・コメディ部門）にノミネートされたが、受賞はできなかった。